# Kecamatan Kotolahat
Kecamatan Kotolahat är ett distrikt i Indonesien. Det ligger i den västra delen av landet, 500 km nordväst om huvudstaden Jakarta.